# Gembongdadi
Gembongdadi is een bestuurslaag in het regentschap Tegal van de provincie Midden-Java, Indonesië. Gembongdadi telt 5834 inwoners (volkstelling 2010).